# Дива природа
Дивата природа е околна среда на Земята, която не е била значително модифицирана от човешка дейност или която и да е неурбанизирана земя, която не е интензивно агрокултурно обработвана. Терминът традиционно се отнася до сухоземната среда, въпреки че все по-голямо внимание се обръща на морската дива природа.

## Карта на дивата природа
Последните карти на дивата природа предполагат, че тя обхваща приблизително една четвърт от земната повърхност на Земята, но бързо се влошава от човешката дейност. Още по-малко дива природа остава в океана, като само 13,2% са свободни от интензивна човешка дейност.